# Joint European Torus
JET (del inglés: Joint European Torus, ‘Toro Común Europeo’), es un reactor de fusión del tipo tokamak. A 2022 se trata del más grande del mundo. Se encuentra situado en una vieja base de la RAF cerca de Culham, en las afueras de Oxford, en el Reino Unido.
El JET está equipado con sistemas de manejo a distancia para hacer frente a la radioactividad producida por el combustible de Deuterio-Tritio, que fue el primer combustible propuesto para la fusión. A la espera de la construcción del ITER, el JET es el único gran reactor de fusión con capacidad de usar este combustible.

## Historia
Su construcción se inició en 1978, aunque los primeros experimentos no comenzaron hasta 1983.
En 1991 el JET logró un pico de 1,7 MW, el cual fue el mejor registro del mundo hasta el 2004. En este mismo experimento se consiguió un valor de Q=~0'7 donde Q es el ratio entre la energía entrante y la energía saliente del reactor, es decir en este caso para producir los 16 MW de potencia se requirió 22'8 MW, lo cual como es lógico imposibilita por ahora su viabilidad (Una planta autosuficiente requiere mínimo un Q>1).
En diciembre de 1999 el JET Joint Undertaking, institución que se encargaba del funcionamiento hasta entonces, fue disuelto. La UKAEA (siglas en inglés de Autoridad de la Energía Atómica del Reino Unido) se encargó de la seguridad y del manejo del JET en nombre de los socios europeos. Los experimentos se reanudaron en el 2000 coordinados por el Acuerdo Europeo del Desarrollo de la Fusión (EFDA).
El JET operó a lo largo del 2003 culminando con experimentos en los que se usaron pequeñas cantidades de Tritio. En 2004 fue cerrado a la espera de ser remodelado (septiembre-octubre de 2005), para hacer una serie de mejoras muy importantes que permitirán aumentar la potencia térmica total hasta los 40 MW, permitiendo amplios estudios para desarrollar el ITER.